# Progress 40
Progress 40 (ryska: Прогресс-40) var en sovjetisk obemannad rymdfarkost som levererade förnödenheter, syre, vatten och bränsle till den då sovjetiska rymdstationen Mir. Den sköts upp med en Sojuz-U2-raket, från Kosmodromen i Bajkonur den 10 februari 1989 och dockade med Mir den 12 februari.
Farkosten lämnade rymdstationen den 3 mars 1989 och brann upp i jordens atmosfär den 5 mars 1989.

### Fotnoter
1. ↑  ”NASA Space Science Data Coordinated Archive” (på engelska). NASA. https://nssdc.gsfc.nasa.gov/nmc/spacecraft/display.action?id=1989-008A. Läst 1 mars 2020.
2. ↑  Manned Astronautics - Figures & Facts Arkiverad 9 oktober 2007 hämtat från the Wayback Machine., läst 15 juli 2016.